# Dolichopus vaillanti
Dolichopus vaillanti är en tvåvingeart som beskrevs av Octave Parent 1927. Dolichopus vaillanti ingår i släktet Dolichopus och familjen styltflugor. Inga underarter finns listade i Catalogue of Life.